# Pierrefitte-en-Auge
Pierrefitte-en-Auge ist eine französische Gemeinde mit 154 Einwohnern (Stand 1. Januar 2022) im Département Calvados in der Region Normandie. Sie gehört zum Arrondissement Lisieux und zum Kanton Pont-l’Évêque. 
Sie grenzt im Norden an Pont-l’Évêque, im Osten an Manneville-la-Pipard und Fierville-les-Parcs, im Süden an Le Breuil-en-Auge und im Westen an Saint-Hymer.

## Bevölkerungsentwicklung
| Jahr      | 1962 | 1968 | 1975 | 1982 | 1990 | 1999 | 2008 | 2015 |
| --------- | ---- | ---- | ---- | ---- | ---- | ---- | ---- | ---- |
| Einwohner | 164  | 140  | 158  | 136  | 122  | 114  | 149  | 158  |

## Sehenswürdigkeiten
- Kriegerdenkmal
- Kirche Saint-Denis, seit 1930 als Monument historique ausgewiesen

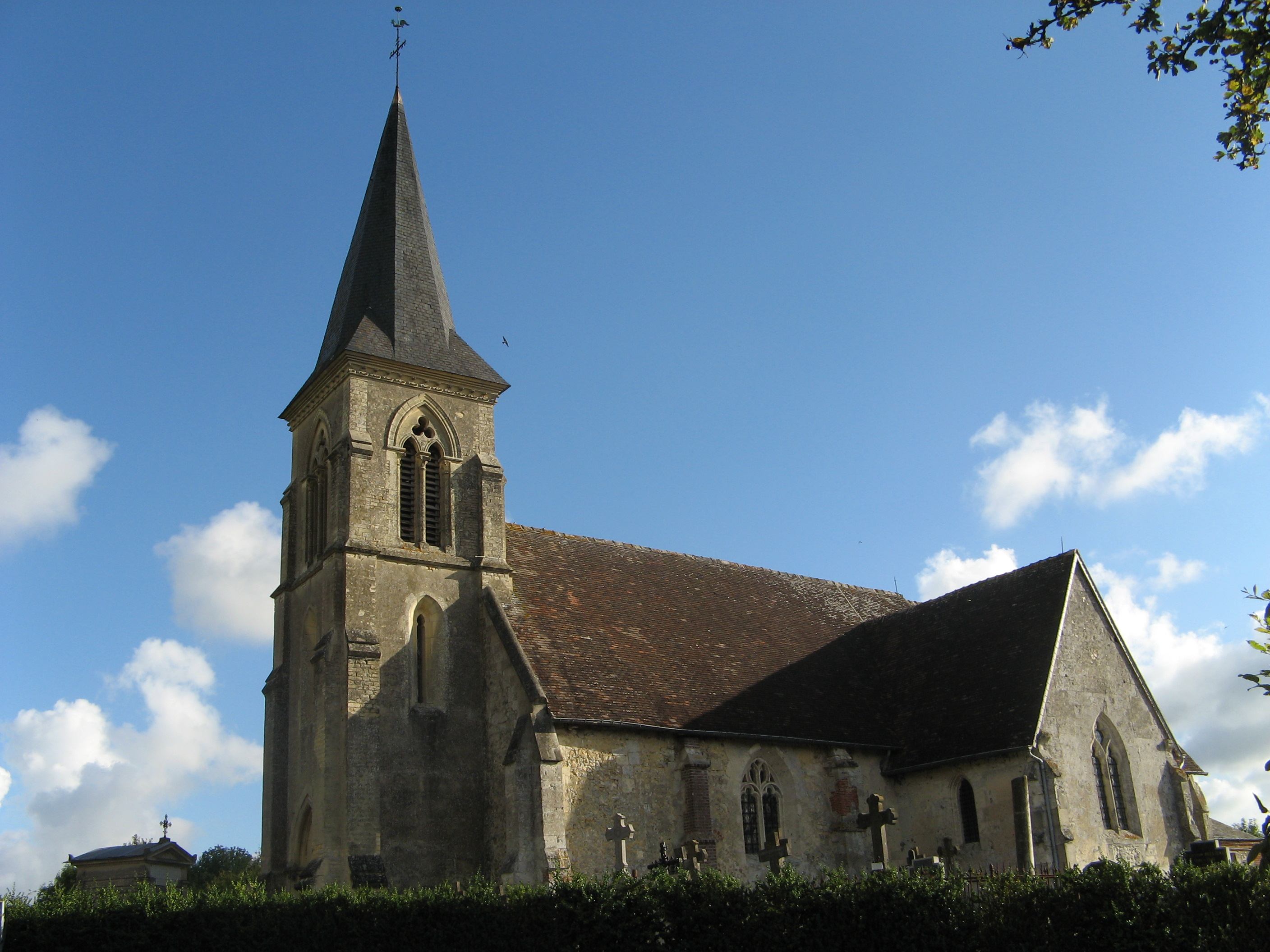
Kirche Saint-Denis